# Rivière Nauyok
Rivière Nauyok är ett vattendrag i Kanada.   Det ligger i provinsen Québec, i den östra delen av landet, 1 900 km norr om huvudstaden Ottawa.
Trakten runt Rivière Nauyok består i huvudsak av gräsmarker. Trakten runt Rivière Nauyok är nära nog obefolkad, med mindre än två invånare per kvadratkilometer.